# Século XX (RTP2)
Século XX foi um programa de reportagens e documentários, transmitido pela RTP2, sobre temas da história contemporânea.